# Biskupice (gmina)
Pour les articles homonymes, voir Biskupice.

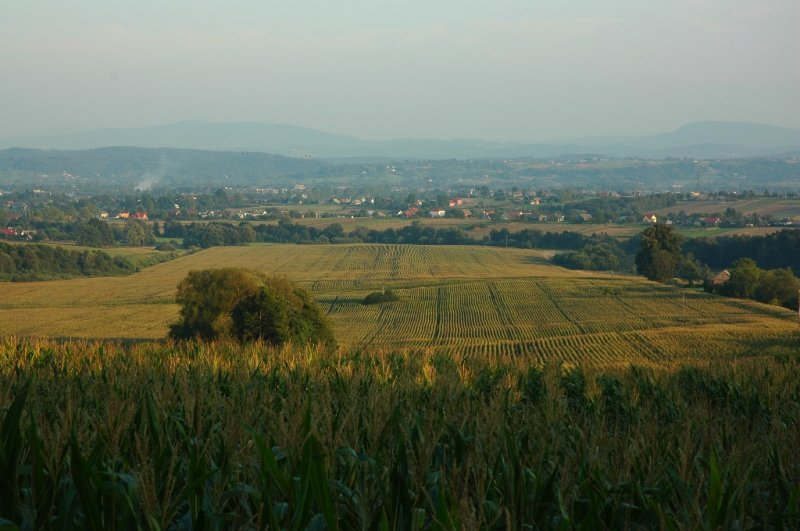
Commune de Biskupice - vue sur les Beskides

Biskupice est une gmina rurale du powiat de Wieliczka, Petite-Pologne, dans le sud de la Pologne. Elle tire son nom du village de Biskupice, mais le chef-lieu de la commune est depuis le 1er janvier 2012 le village de Tomaszkowice (auparavant Trąbki), qui se situe environ 7 km au sud-est de Wieliczka et 19 km au sud-est de la capitale régionale Cracovie.
La gmina couvre une superficie de 41 km2 pour une population de 8 672 habitants en croissance régulière du fait de la construction de nouvelles maisons par des personnes travaillant à Cracovie.
Le maire (wójt) est depuis 2010 Henryk Gawor (PiS), ancien bourgmestre-adjoint de Wieliczka. Le président du conseil municipal est Artur Chmiela (PiS).

## Géographie
La gmina inclut les villages de Biskupice, Bodzanów, Jawczyce, Łazany, Przebieczany, Sławkowice, Sułów, Szczygłów, Tomaszkowice, Trąbki, Zabłocie et Zborówek.
La gmina est limitrophe des communes de Gdów (est), Niepołomice (nord) et Wieliczka (ouest).